# Hotel InterContinental Madrid
El Hotel InterContinental Madrid (antiguamente Hotel Castellana Hilton) es un edificio de la ciudad española de Madrid.

## Historia y características
Sito en el número 49 del paseo de la Castellana en la esquina con la calle García de Paredes (barrio de Almagro), sobre los terrenos en los que se levantaba el palacete del marqués del Mérito, fue proyectado por el arquitecto Luis Martínez-Feduchi en 1950; la construcción finalizó en 1953. Con 8 plantas, el hotel reutilizó elementos de la decoración interior del edificio previo. Tras su inauguración en 1953 se convirtió en el hotel predilecto de la administración franquista, y alojó a mandatarios y estrellas extranjeras de cine.